# 73P/Schwassmann-Wachmann
73P/Schwassmann-Wachmann, známá též Schwassmann-Wachmann 3 nebo SW3, je krátkoperiodická kometa z Jupiterovy rodiny komet, která se 18. dubna 2006 začala rozpadat a do současné doby rozpadá a její pozůstatky míjejí ve značné blízkosti Zemi a v letech 2022 či 2023 na ni dopadnou.

## Historie
Poprvé ji objevili během pravidelné přehlídky nebe s cílem nalézt nové planetky dva němečtí astronomové Arnold Schwassmann a Arno Arthur Wachmann 2. května 1930 na Hamburské hvězdárně v Bergedorfu jako difúzní objekt zdánlivé hvězdné velikosti 9,5m. Dodatečně byla pak nalezena ještě na snímcích pořízených 27. a 29. dubna téhož roku na hvězdárně v Babelsbergu. Kometa se v té době přibližovala k Zemi. Nejmenší vzdálenosti 0,0616 AU (tj. 9,2 mil. km) dosáhla 31. května 1930. Naposledy byla pozorována 30. srpna. Čtyřměsíční sledování sice umožnilo stanovit přibližné parametry dráhy, ale nebyly dostatečně přesné, aby umožnily její znovuobjevení při dalším návratu do blízkosti Země na přelomu let 1935 a 1936. Kometa tak byla na dlouhou dobu ztracena a znovu byla zpozorována až v roce 1979.
Situaci zkomplikovala i okolnost, že v říjnu 1953 se přiblížila na 0,9 AU (130 mil. km) k Jupiteru, který svojí gravitací silně změnil tvar dráhy. K dalšímu přiblížení k této planetě na 0,25 AU (37 mil. km) došlo v listopadu 1965. Teprve použití počítačů v roce 1973 umožnilo vyhodnotit dostatečně přesně změny dráhy této komety a stanovit, že se k Zemi znovu přiblíží v roce 1974, ale podmínky pro její pozorování nebudou dobré. Další průlet o pět let později v roce 1979 měl však být velmi příznivý.
To se potvrdilo a dva australští astronomové J. Johnston a M. Buhagiar z observatoře v Perthu ji skutečně objevili na snímcích pořízených 13. srpna 1979. I když v tom roce prolétla perihelem své dráhy o 34 dní později, než bylo předpovězeno, charakter dráhy byl dostatečným důkazem, že se jedná o ztracenou kometu Schwassmann-Wachmann 3.
Při dalším přiblížení v letech 1985 až 1986 tato kometa nebyla pozorována, ale v roce 1990, kdy se 17. dubna dostala do vzdálenosti jen 0,3661 AU (55 mil. km), byly podmínky pro její pozorování nejlepší od roku 1930 a astronomové této příležitosti plně využili. Další návrat v období 1995–1996 neměl být příliš příhodný, protože minimální vzdálenost od Země byla značně velká (1,31 AU, tj. 196 mil. km), ale kometa připravila astronomům velké překvapení.
Když ji 19. srpna 1995 zpozoroval japonský astronom K. Kinoshita jako objekt hvězdné velikosti 12,9m, vypadala ještě zcela dle očekávání. Od počátku září ji pravidelně pozorovali francouzští astronomové J. Crovisier, N. Biver, D. Bockelee-Morvan, P. Colom, E. Gerard, L. Jorda a H. Rauer z observatoře Paris-Meudon radioteleskopem v Nancay, kteří studovali záření radikálu hydroxylu na vlnové délce 18 cm (1,665 GHz), a náhle 8. září zaregistrovali prudké zvýšení intenzity tohoto rádiového záření, ukazující na silnou erupci vodní páry z jádra komety. Produkce radikálů OH vzrostla nejméně dvacetinásobně na 2,22 ± 0,22×1029 molekul za sekundu. V té době byla kometa skryta ve sluneční záři. Když se 17. září dostatečně vzdálila od Slunce, aby mohla být vizuálně pozorována, zjistilo se, že její hvězdná velikost vzrostla na 8,3m, tedy jasnost stoupla přibližně 70krát. Tato situace trvala až do začátku října, kdy opět prudce vzrostla jasnost komety. Třetí zjasnění nastalo 22. října, kdy dosáhla hvězdné velikosti 6,3m. I když se v té době již rychle vzdalovala od Země i od Slunce (perihelem dráhy prošla 22. září 1995), její jasnost se snižovala jen velmi pomalu. Děj vyvrcholil počátkem prosince 1995 objevem úlomků, na které se kometa rozpadla. První hlášení o jejich pozorování v noci z 12. na 13. prosince přišla z hvězdárny Mnichov a Evropské jižní observatoře (ESO) v La Silla. Celkem jich bylo nakonec pozorováno pět. Byly označeny pořadovými písmeny A až E; nejjasnější z nich, úlomek C, je zřejmě pozůstatkem původního jádra komety. Výpočet relativních drah úlomků, který udělal astronom českého původu Zdeněk Sekanina, ukázal, že k jejich oddělení od hlavního jádra došlo přibližně měsíc po prvním zjasnění komety.
Další návrat do blízkosti Slunce proběhl počátkem roku 2001. I když pozorovací podmínky nebyly příliš výhodné, díky tomu, že byla jasnější než se předpokládalo, byly pozorovány tři z původně objevených úlomků, a to B, C a E.
Při návratu do blízkosti Slunce a Země v letech 2005/2006 jako první objevil úlomek C dne 22. října 2005 C. W. Hergenrother 1,2metrovým dalekohledem na Mt. Hopkins jako objekt hvězdné velikosti 19,3m s výraznou komou a zřetelným ohonem. Další kus komety, úlomek B, objevil J. A. Farrell v Jemez Springs, NM, USA až 9. ledna 2006. V té době byl přibližně 19m velikosti a ve srovnání s hlavní částí byl tehdy o tři magnitudy slabší.
Při objevu dalšího úlomku nezávisle 20. února 2006 R. A. Tuckerem a o dva dny později E. J. Christenenem se zjistilo, že jeho dráha nesouhlasí s drahou žádného z dříve pozorovaných. Proto dostal označení G. Tím byla spuštěna celá lavina dalších objevů (viz tabulka).
| Ozn. | Datum objevu       | Objevitel                                                                   | Poznámka                                         | Průlet kolem Země 2006 | Průlet kolem Země 2006 |
| Ozn. | Datum objevu       | Objevitel                                                                   | Poznámka                                         | datum                  | mil. km                |
| ---- | ------------------ | --------------------------------------------------------------------------- | ------------------------------------------------ | ---------------------- | ---------------------- |
| A    | 23. prosince 1995  | H. Bohnhardt, H. U. Kaufl                                                   | nyní nepozorován                                 | —                      | —                      |
| B    | 23. prosince 1995  | H. Bohnhardt, H. U. Kaufl                                                   | nyní pozorován                                   | 14. května             | 10,0                   |
| C    | 2. května 1930     | A. Schwassmann, A. A. Wachmann                                              | hlavní zbytek jádra, nyní pozorován              | 12. května             | 11,8                   |
| D    | 27. prosince 1995  | J. V. Scotti, A. Galad                                                      | ztracen, pravděpodobně jen kondenzace plynu      | —                      | —                      |
| E    | 28. listopadu 2000 | K. Kadota, M. Jaeger                                                        | předobjevová pozorování již 1995, nyní pozorován | 17. května             | 7,5                    |
| F    | ?                  | ?                                                                           | nyní nepozorován                                 | —                      | —                      |
| G    | 20. února 2006     | R. A. Tucker, E. J. Christenen                                              | nyní pozorovány                                  | 14. května             | 9,7                    |
| H    | 4. března 2006     | R. Kowalski                                                                 | nyní pozorovány                                  | 14. května             | 9,4                    |
| J    | 5. března 2006     | R. E. Hill, E. J. Christensen                                               | nyní pozorovány                                  | 14. května             | 9,6                    |
| K    | 5. března 2006     | R. E. Hill, E. J. Christensen                                               | nyní pozorovány                                  | 14. května             | 9,5                    |
| L    | 5. března 2006     | R. E. Hill, E. J. Christensen                                               | nyní pozorovány                                  | 15. května             | 9,3                    |
| M    | 23. března 2006    | P. Birtwhistle, E. J. Christensen                                           | nyní pozorovány                                  | 14. května             | 9,5                    |
| N    | 23. března 2006    | P. Birtwhistle, E. J. Christensen                                           | nyní pozorovány                                  | 14. května             | 9,4                    |
| P    | 23. března 2006    | R. Kowalski, E. J. Christensen                                              | nyní pozorovány                                  | 14. května             | 10,1                   |
| Q    | 23. března 2006    | R. Kowalski, E. J. Christensen                                              | nyní pozorovány                                  | 14. května             | 10,5                   |
| R    | 24. března 2006    | R. Kowalski, E. J. Christensen                                              | nyní pozorovány                                  | 14. května             | 9,6                    |
| S    | 24. března 2006    | R. Kowalski, E. J. Christensen                                              | nyní nepozorován                                 | —                      | —                      |
| T    | 23. března 2006    | R. Kowalski, E. J. Christensen                                              | nyní pozorovány                                  | 16. května             | 8,8                    |
| U    | 23. března 2006    | R. Kowalski, E. J. Christensen                                              | nyní pozorovány                                  | 16. května             | 8,3                    |
| V    | 23. března 2006    | R. Kowalski, E. J. Christensen                                              | nyní pozorovány                                  | 12. května             | 7,9                    |
| W    | 23. března 2006    | R. Kowalski, E. J. Christensen                                              | nyní pozorovány                                  | 15. května             | 9,1                    |
| X    | 23. března 2006    | R. Kowalski, E. J. Christensen                                              | nyní pozorovány                                  | 15. května             | 9,0                    |
| Y    | 23. března 2006    | R. Kowalski, E. J. Christensen                                              | nyní pozorovány                                  | 16. května             | 9,0                    |
| Z    | 2. dubna 2006      | P. Birtwhistle                                                              | nyní pozorovány                                  | 15. května             | 9,5                    |
| AA   | 2. dubna 2006      | E. J. Christensen, A. D. Grauer, R. E. Hill                                 | nyní pozorovány                                  | 16. května             | 8,0                    |
| AB   | 2. dubna 2006      | E. J. Christensen, A. D. Grauer, R. E. Hill                                 | nyní pozorovány                                  | 15. května             | 8,7                    |
| AC   | 2. dubna 2006      | E. J. Christensen, A. D. Grauer, R. E. Hill                                 | nyní pozorovány                                  | 15. května             | 8,8                    |
| AD   | 2. dubna 2006      | E. J. Christensen, A. D. Grauer, R. E. Hill                                 | nyní pozorovány                                  | 15. května             | 8,8                    |
| AE   | 2. dubna 2006      | E. J. Christensen, A. D. Grauer, R. E. Hill                                 | nyní pozorovány                                  | 15. května             | 9,3                    |
| AF   | 2. dubna 2006      | E. J. Christensen, A. D. Grauer, R. E. Hill                                 | nyní pozorovány                                  | 12. května             | 11,7                   |
| AG   | 2. dubna 2006      | E. J. Christensen, A. D. Grauer, R. E. Hill                                 | nyní pozorovány                                  | 16. května             | 8,3                    |
| AH   | 5. dubna 2006      | C. S. Lin, Q. Ye, T. C. Yang, H. C. Lin                                     | nyní pozorovány                                  | 16. května             | 9,0                    |
| AI   | 7. dubna 2006      | E. J. Christensen, A. D. Grauer, R. E. Hill                                 | nyní pozorovány                                  | 15. května             | 8,6                    |
| AJ   | 7. dubna 2006      | E. J. Christensen, A. D. Grauer, R. E. Hill                                 | nyní pozorovány                                  | 16. května             | 10,2                   |
| AK   | 7. dubna 2006      | E. J. Christensen, A. D. Grauer, R. E. Hill                                 | nyní pozorovány                                  | 15. května             | 9,0                    |
| AL   | 7. dubna 2006      | E. J. Christensen, A. D. Grauer, R. E. Hill                                 | nyní pozorovány                                  | 15. května             | 9,2                    |
| AM   | 7. dubna 2006      | C. S. Lin, Q. Ye, T. C. Yang, H. C. Lin                                     | nyní pozorovány                                  | 13. května             | 9,1                    |
| AN   | 11. dubna 2006     | C. S. Lin, Q. Ye, T. C. Yang, H. C. Lin                                     | nyní pozorovány                                  | 15. května             | 9,3                    |
| AO   | 18. dubna 2006     | D. T. Durig, E. B. Caton, M. S. Ortale                                      | nyní pozorovány                                  | 14. května             | 10,2                   |
| AP   | 18. dubna 2006     | M. Bezpalko, L. Manguso, D. Torres, R. Kracke, M. Blythe, H. Love, G. Spitz | nyní pozorovány                                  | 11. května             | 12,3                   |
| AQ   | 14. dubna 2006     | D. T. Durig, E. B. Caton                                                    | nyní pozorovány                                  | 14. května             | 10,0                   |
| AR   | 7. dubna 2006      | R. E. Hill                                                                  | nyní pozorovány                                  | 12. května             | 12,0                   |
| AS   | 20. dubna 2006     | R. E. Hill                                                                  | nyní pozorovány                                  | 11. května             | 13,0                   |
| AT   | 7. dubna 2006      | R. E. Hill                                                                  | nyní pozorovány                                  | 11. května             | 13,0                   |
| AU   | 29. března 2006    | E. Guido, G. Sostero, M. Nicholson                                          | nyní pozorovány                                  | 14. května             | 9,7                    |
| AV   | 2. dubna 2006      | R. A. Kowalski                                                              | nyní pozorovány                                  | 11. května             | 12,6                   |
| AW   | 19. dubna 2006     | D. T. Durig, M. S. Ortale, T. S. Nielsen, F. L. Rhodes                      | nyní pozorovány                                  | 14. května             | 10,1                   |
| AX   | 19. dubna 2006     | R. E. Hill, E. C. Beshore                                                   | nyní pozorovány                                  | 17. května             | 7,5                    |
| AY   | 19. dubna 2006     | R. E. Hill, E. C. Beshore                                                   | nyní pozorovány                                  | 15. května             | 8,5                    |
| AZ   | 19. dubna 2006     | R. E. Hill, E. C. Beshore                                                   | nyní pozorovány                                  | 11. května             | 12,3                   |
| BA   | 19. dubna 2006     | R. E. Hill, E. C. Beshore                                                   | nyní pozorovány                                  | 11. května             | 12,6                   |
| BB   | 19. dubna 2006     | R. E. Hill, E. C. Beshore                                                   | nyní pozorovány                                  | 12. května             | 11,5                   |
| BC   | 25. dubna 2006     | M. Bezpalko, L. Manguso, D. Torres, R. Kracke, M. Blythe, H. Love, G. Spitz | nyní pozorovány                                  | 11. května             | 12,2                   |
| BD   | 20. dubna 2006     | R. A. Kowalski                                                              | nyní pozorovány                                  | 11. května             | 13,0                   |
| BE   | 21. dubna 2006     | R. A. Kowalski                                                              | nyní pozorovány                                  | 12. května             | 11,8                   |
| BF   | 20. dubna 2006     | R. A. Kowalski                                                              | nyní pozorovány                                  | 12. května             | 11,5                   |
| BG   | 19. dubna 2006     | R. E. Hill, E. C. Beshore                                                   | nyní pozorovány                                  | 15. května             | 8,6                    |
| BH   | 20. dubna 2006     | R. A. Kowalski                                                              | nyní pozorovány                                  | 15. května             | 8,8                    |
| BI   | 25. dubna 2006     | M. Bezpalko, L. Manguso, D. Torres, R. Kracke, M. Blythe, H. Love, G. Spitz | nyní pozorovány                                  | 15. května             | 8,7                    |
| BJ   | 18. dubna 2006     | P. Birtwhistle                                                              | nyní pozorovány                                  | 15. května             | 8,8                    |
| BK   | 20. dubna 2006     | R. A. Kowalski                                                              | nyní pozorovány                                  | 16. května             | 8,4                    |
| BL   | 20. dubna 2006     | R. A. Kowalski                                                              | nyní pozorovány                                  | 16. května             | 8,5                    |
| BM   | 20. dubna 2006     | R. A. Kowalski                                                              | nyní pozorovány                                  | 16. května             | 8,3                    |
| BN   | 2. května 2006     | D. T. Durig, R. B. Greene                                                   | nyní pozorovány                                  | 14. května             | 9,4                    |
| BO   | 20. dubna 2006     | R. A. Kowalski, E. J. Christensen, E. C. Beshore                            | nyní pozorovány                                  | 14. května             | 9,4                    |
| BP   | 27. dubna 2006     | M. Bezpalko, L. Manguso, D. Torres, R. Kracke, M. Blythe, H. Love, G. Spitz | nyní pozorovány                                  | 15. května             | 9,3                    |
| BQ   | 25. dubna 2006     | M. Bezpalko, L. Manguso, D. Torres, R. Kracke, M. Blythe, H. Love, G. Spitz | nyní pozorovány                                  | 15. května             | 9,4                    |
| BR   | 7. dubna 2006      | R. E. Hill, R. A. Kowalski, E. J. Christensen, E. C. Beshore, A. D. Grauer  | nyní pozorovány                                  | 11. května             | 13,2                   |
| BS   | 20. dubna 2006     | R. E. Hill, R. A. Kowalski, E. J. Christensen, E. C. Beshore, A. D. Grauer  | nyní pozorovány                                  | 10. května             | 14,0                   |

V současné době (27. května 2006) pokračuje rozpad jádra komety dále. Astronomové nyní sledují nejméně 65 úlomků (B, C, E, G, H, J až N, P až R, T až Z, AA až AZ a BA až BS), velké množství dalších se objevuje a mizí (zřejmě se dále lavinovitě rozpadají a sublimují). Jeden z hlavních úlomků, označovaný B, zvětšil svoji jasnost od 2. do 9. dubna 2006 nejméně patnáctkrát; astronomové v té době pozorovali dva mohutné prachoplynové výtrysky z tohoto zbytku jádra, což naznačovalo možnost dalšího rozpadu. Průměrná hvězdná velikost tohoto úlomku se v té době pohybovala mezi 15m a 13m, ale ve dnech 8., 12. a 17. dubna vždy na několik hodin zvýšil svoji jasnost až na 8,9m. Dne 18. dubna pořídil Hubbleův kosmický dalekohled podrobné snímky tohoto úlomku, na nichž je vidět velké množství drobných sekundárních úlomků (viz obrázek vpravo dole). Také z hvězdáren na Zemi kolem 20. dubna začala přicházet hlášení o tom, že se v kómě této části objevilo sekundární jadérko. Dne 21. a 22. dubna úlomek B opět dvakrát krátkodobě prudce, asi dvojnásobně, zvýšil svoji jasnost na přibližně 9m, což potvrdilo, že došlo k obnažení čerstvého ledu a tedy ke zvýšení množství sublimujícího plynu při odštěpení dalšího úlomku. Podobná pozorování jsou hlášena ze dnů 25., 27., 28. a 30. dubna a 2., 3., 5., 8., 12. a 14. května, kdy dosáhla zatím největší jasnosti 5,8m. Další zjasnění nastalo 17. května a zatím poslední bylo pozorováno 20. května 2006 a to z hodnoty 13m na 7,2m následované o několik hodin později poklesem na 12m.
Hlavní zbytek komety, objekt C, který se zatím zřetelněji nerozpadá, se nyní pohybuje v souhvězdí Ryb (Pisces) a jeho hvězdná velikost se 24. května pohybovala mezi 12m a 10m, s krátkodobým zjasněním až na 6,8m. Je proto dostupný pozorováním i menšími amatérskými dalekohledy. Nenaplnila se však očekávání, že by mohl v květnu 2006 dosáhnout hvězdné velikosti 5m až 4m a že by tedy mohl být za příznivých okolností viditelný i pouhým okem.
Kosmická observatoř Swift od 1. května 2006 sledovala úlomek C v oblasti viditelného, ultrafialového a rentgenového záření; vzhledem k jeho blízkosti k Zemi byla intenzita rentgenového záření nejsilnější detekovaná ze všech dosud sledovaných komet. Vědci proto doufají, že se jim z rentgenovských spekter podaří zjistit nové údaje o pevné složce kometárních jader.
Spitzerův kosmický dalekohled pořídil ve dnech 4. až 6. května 2006 sérii snímků v infračervené oblasti spektra (vlnová délka 24 μm, vpravo dole), na nichž je vidět celkem 45 úlomků. Kromě toho je zřetelně zjevný i světlý pás spojující většinu jader, tvořený drobnými, až milimetrovými prachovými částicemi, viditelnými v infračerveném světle díky jejich zahřívání slunečním zářením.
V období od 11. do 17. května 2006 prolétly zbytky komety v blízkosti Země (viz tabulka, v níž jsou uvedena data průletů a předpokládané vzdálenosti průletu v miliónech kilometrů pro jednotlivé úlomky). Ztracený relativně velký úlomek A pravděpodobně minul Zemi ve větší vzdálenosti, i když není vyloučeno, že by se mohl přiblížit až na 6 mil. km. Je nutno podotknout, že zejména vzdálenosti u některých úlomků se mohou od skutečnosti lišit až o miliony kilometrů a také doby průletu jsou zatíženy v řadě případů až více než jednodenní chybou (např. úlomky V, AD a AI). U úlomku označeného BD, který minul Zemi 11. května, nebylo vzhledem ke značné nejistotě stanovení jeho dráhy vyloučeno, že by se mohl k naší planetě přiblížit až na pouhých 15 tisíc kilometrů. Z toho vznikla fáma o možné katastrofické srážce se Zemí.
Do pozorování této komety se samozřejmě zapojili též čeští profesionální i amatérští hvězdáři, především observatoř na Kleti, hvězdárna v Hradci Králové a amatér K. Hornoch v Lelekovicích, kteří se podíleli na přesných astrometrických měřeních. Větší úlomky také sledovaly Hvězdárna v Úpici a Hvězdárna a planetárium J. Palisy VŠB-TU Ostrava.
Na období od 9. do 23. května 2006 bylo naplánováno sledování úlomků B, C a G a případně i zatím při tomto návratu nepozorovaného úlomku E radioteleskopem využívajícím 64m anténu stanice Dálkového kosmického spojení DSN (Deep Space Network) NASA v Goldstone v Kalifornii, USA. Souběžně s tím hodlali ve dnech 30. dubna až 22. května 2006 radioastronomové na observatoři Arecibo na Portoriku pozorovat části B a C. Tato pozorování mají zpřesnit naše znalosti o velikosti těchto objektů, o jejich dráze a též o jejich rotačních charakteristikách.

## Popis
Tato kometa má dobu oběhu o něco delší, než 5 1/3 roku (v připojené tabulce jsou uvedeny současné elementy pro největší zbytek jádra, úlomek C), takže se značně přibližuje k Zemi každých 16 roků. Původně astronomové předpokládali, že průměr jejího jádra činí přibližně 1,1 km, nejnovější odhady udávají hodnoty kolem 1,5 km před jeho rozpadem v roce 1995. Předpokládané albedo jádra je 0,04, tedy je velmi tmavé.
Začínající rozpad jádra naznačuje, že v krátké době zřejmě přestane tato kometa existovat, a jejím jediným pozůstatkem bude proud meteoroidů, který bude obíhat na její průvodní dráze. Vzhledem k tomu, že dráha této komety kříží dráhu Země a značně se k ní přibližuje, částečky pocházející z této komety již vytvořily meteorický roj, nazývaný τ Herkulidy, který byl mimořádně silný v noci z 9. na 10. června 1930, kdy bylo pozorováno v maximu až 100 meteorů za minutu. Jeho intenzita je silně proměnná; teoreticky mohl být pozorován též v létech 1914, 1941, 1946 a 1952, ale o tom neexistují žádné záznamy.

## Budoucnost
Nejbližší další průchod této komety perihelem je vypočítán na počátek června 2006; pro jednotlivé části komety v rozpětí od 11:17 UTC dne 6. června (úlomek BD) do 13:26 UTC dne 9. června (AX).

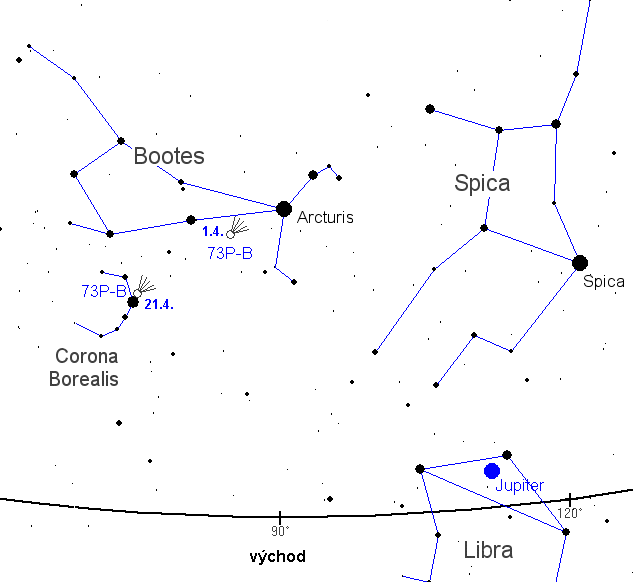
Poloha komety v dubnu 2006

V roce 2022 mají zbytky komety proletět kolem Země ve větší blízkosti než v roce 2006. Proto budou úlomky komety během návratu v roce 2006 pečlivě sledovány, aby mohla být jejich dráha co nejvíce zpřesněna. I tak bude nejistota v předpovědi značně velká, neboť jádra komet podléhají nepředvídatelným změnám dráhy v důsledku negravitačních (reaktivních) sil.

## Kosmický průzkum
Kometa Schwassmann-Wachmann 3 měla být v červnu 2006 zkoumána zblízka sondou CONTOUR, která však byla v průběhu navádění na meziplanetární dráhu zničena explozí urychlovacího stupně.
Od Země a z blízkého kosmického prostoru ji sledovaly též Hubbleův kosmický dalekohled a Spitzerův kosmický dalekohled. Počítá se s tím, že do pozorování se zapojí též rentgenové kosmické observatoře Chandra a XMM-Newton.

## Externí odkazy

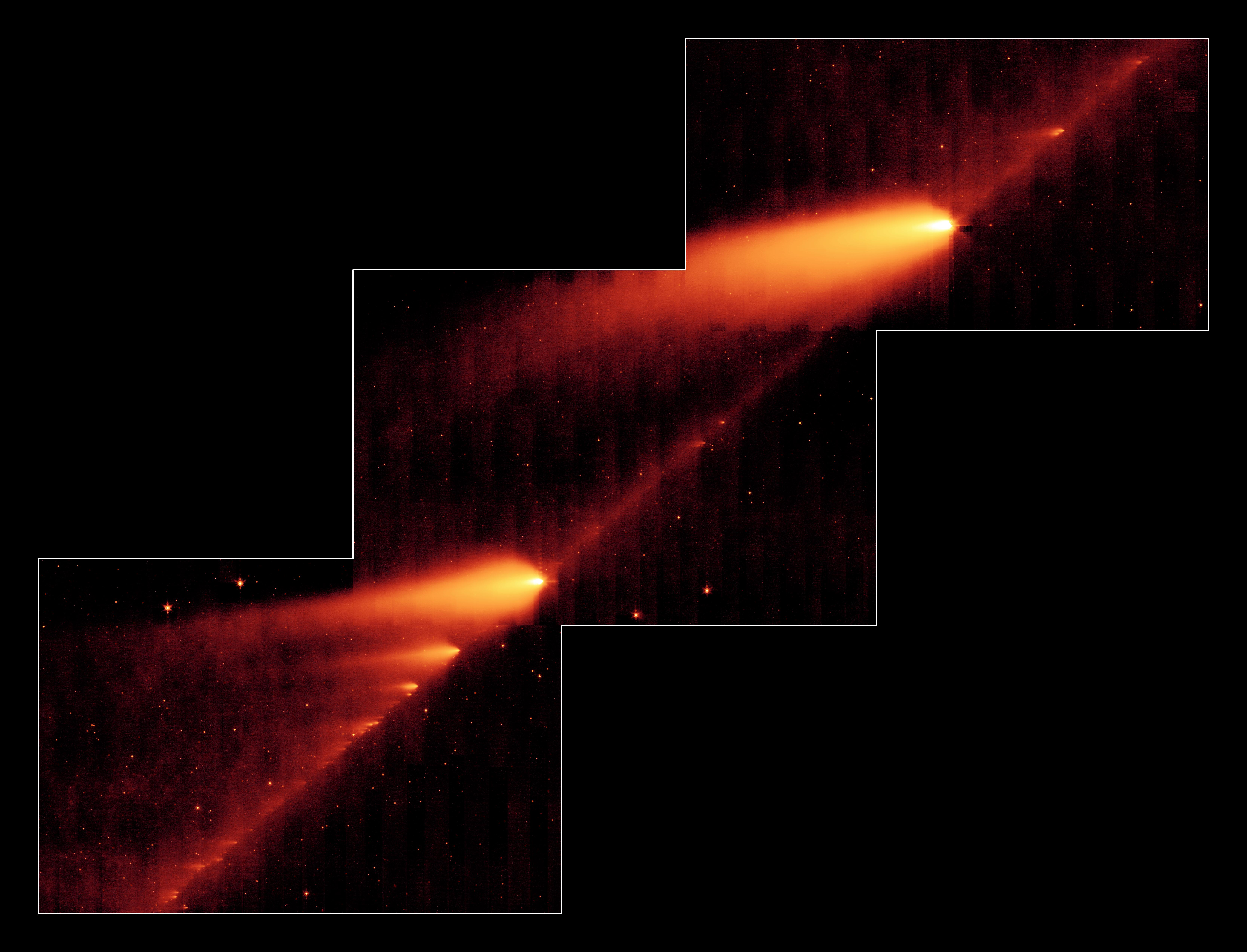
Rozpad komety na snímcích Spitzerova kosmického dalekohledu (NASA)

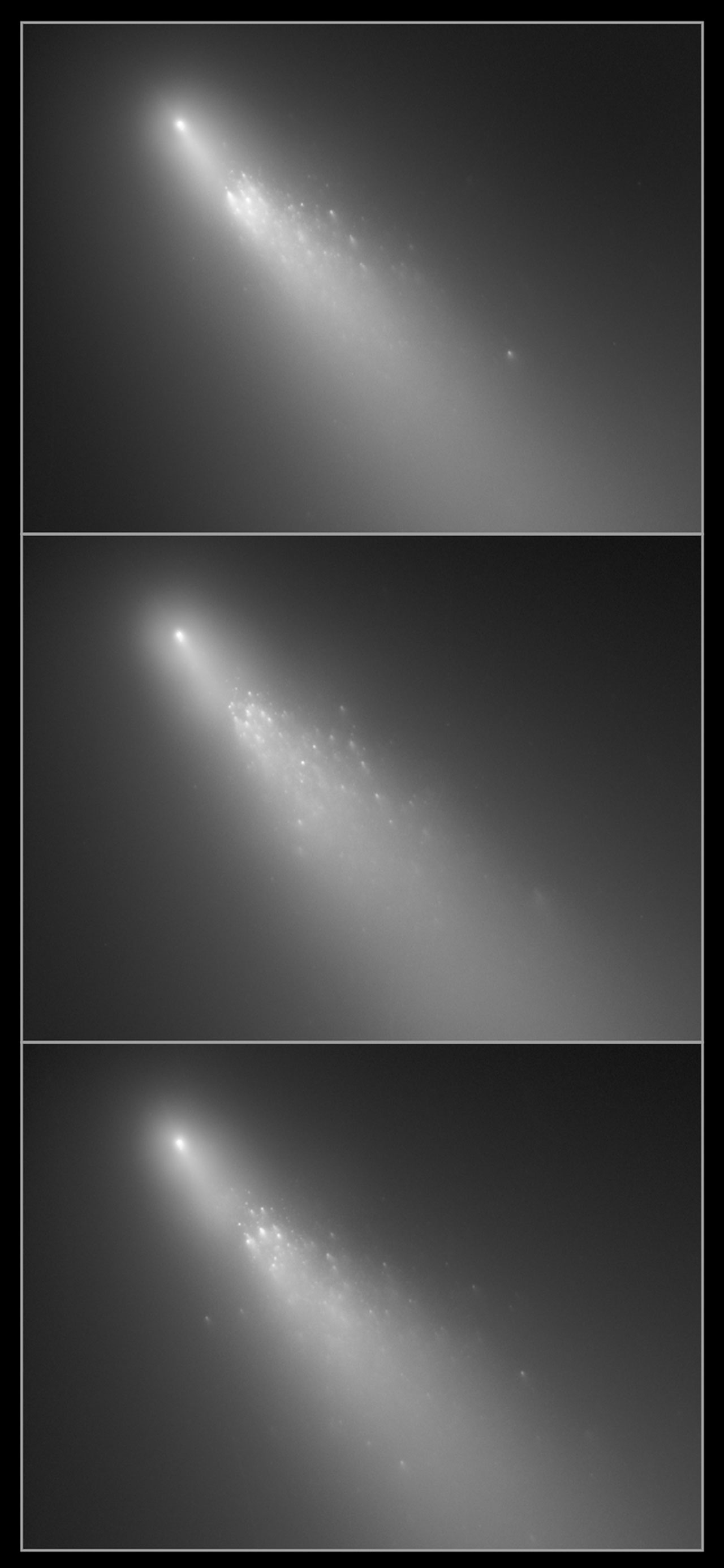
Rozpad komety pozorovaný HST (NASA)

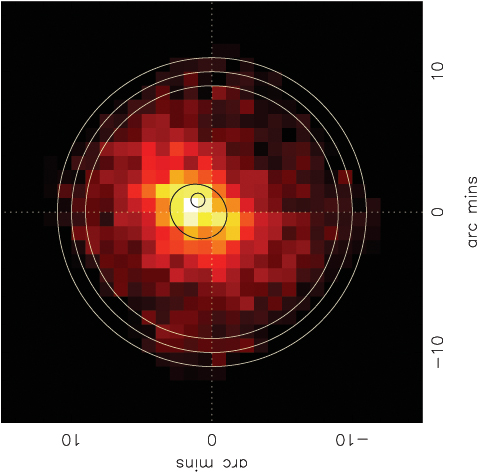
Snímek úlomku C pořízený rentgenovým dalekohledem XRT družice Swift (NASA)